# 金腰箭
金腰箭（学名：Synedrella nodiflora）为菊科金腰箭属的植物，是中国的特有植物。分布于美洲以及中国东南至西南各省区（东起台湾、西至云南）等地，生长于海拔110米至1,450米的地区，多生于路旁、旷野、耕地及宅旁，目前尚未由人工引种栽培。

## 外部連結
- 金腰箭, Jinyaojian （页面存档备份，存于） 藥用植物圖像數據庫 (香港浸會大學中醫藥學院) （繁體中文）（英文）